# Ralf Laging
Ralf Laging (* 1953) ist ein deutscher Sportpädagoge und Hochschullehrer.

## Leben
Laging bestritt am Pädagogischen Fachinstitut Kassel eine Ausbildung zum musisch-technischen Fachlehrer für die Unterrichtsfächer Sport und Werken, anschließend studierte er an der Universität-Gesamthochschule Kassel von 1974 bis 1978 Sport und Biologie für das Lehramt (Mittel- und Oberstufe). Bereits ab 1974 nahm er Lehraufträge in den Fächern Sport, Werken und Biologie an Kasseler Schulen wahr. Zudem betreute er im Auftrag der Stadt Kassel eine Turnleistungsgruppe.
Von 1980 bis 1985 war er wissenschaftlicher Mitarbeiter in der Abteilung Sportwissenschaft der Universität Bielefeld. 1984 schloss Laging an der Universität Kassel seine Doktorarbeit zum Thema „Praxis im Sportunterricht: eine theoretische Begründung und empirische Untersuchung von Unterrichtsverläufen“ ab. Betreuer seiner Dissertation waren Dietrich Martin sowie Klaus Heipcke.
1986 gehörte Laging zu den Gründern des Vereins Bewegen-Spielen-Lernen, Verein für psychomotorische Entwicklungsförderung e.V. in Kassel und war bis 1995 dessen Vorsitzender.
1986 und 1987 absolvierte Laging an der Heinrich-Schütz-Schule (Gesamtschule) und der Jakob-Grimm-Schule (Oberstufengymnasium) in Kassel sein Referendariat und legte danach seine zweite Staatsprüfung für das Lehramt der Mittel- und Oberstufe ab.
Von 1988 bis 1992 war Laging im Fachbereich Erziehungswissenschaft der Uni Kassel als wissenschaftlicher Mitarbeiter tätig und war im Rahmen dieser Aufgabe mit der Wissenschaftlichen Begleitung der „Reformschule Kassel“ betraut. Teils gleichzeitig, nämlich von 1989 bis 1992, arbeitete er am Hessischen Institut für Bildungsplanung und Schulentwicklung (HIBS) und befasste sich dort mit Evaluierung hessischer Versuchsschulen.
In den Jahren 1993 und 1994 hatte Laging an der Uni Kassel eine Stellung als wissenschaftlicher Assistent im Fachbereich Erziehungswissenschaft inne und beschäftigte sich dort hauptsächlich mit Schulforschung. 1994 trat er an der Otto-von-Guericke-Universität Magdeburg eine Professur für Sport- und Bewegungspädagogik an, 2001 wechselte er an die Philipps-Universität Marburg, wo er eine Professorenstelle im selben Fachbereich übernahm. Er hatte von 2003 bis 2004, in den Jahren 2008 und 2009 sowie von 2016 bis 2018 das Amt des geschäftsführender Direktors des Instituts für Sportwissenschaft und Motologie der Universität Marburg inne und fungierte von 2010 bis 2014 als Studiendekan des Fachbereiches Erziehungswissenschaften.
Von 2000 bis 2004 war Laging Vorsitzender der Kommission Sportpädagogik in der Deutschen Gesellschaft für Erziehungswissenschaft (DGfE) und zwischen 1997 und 2004 Mitherausgeber der Zeitschrift Sportpädagogik.
Lagings Forschungsschwerpunkte lagen unter anderem in den Bereichen „Schule und Bewegung“, Förderung von Lernen durch Bewegungsaktivitäten wie Laufdiktate oder Erzählspaziergänge, im Sportunterricht, der pädagogischen Bewegungslehre. Er befasste sich mit dem gesundheitsorientierten Sportverein, mit dem Begriff Spielen, Bewegung im Alltag Lehrerbildung und Turnen.